# Втрати 57-ї окремої мотострілецької бригади (РФ)
У статті наведено подробиці поіменних втрат 57-ї окремої мотострілецької бригади Збройних сил РФ у різних військових конфліктах.

## Російсько-українська війна
| п/п | Прізвище, ім'я, по-батькові                                         | Звання           | Дата народження | Дата смерті | Місце смерті       |
| --- | ------------------------------------------------------------------- | ---------------- | --------------- | ----------- | ------------------ |
| 1.  | Алєксандров Андрій Сергійович (рос. Александров Андрей Сергеевич)   | лейтенант        | 17.04.1996      | 15.03.2022  |                    |
| 2.  | Салацький Денис Андрійович (рос. Салацкий Денис Андреевич)          |                  | 11.06.2000      | 24.03.2023  |                    |
| 3.  | Фільберт Данило Сергійович (рос. Фильберт Данил Сергеевич)          | рядовий          | 30.12.2000      | 30.03.2022  | Боровеньки         |
| 4.  | Ар'яхов Ігор В'ячеславович (рос. Аръяхов Игорь Вячеславович)        |                  | 15.07.1998      | 16.04.2022  | Степне             |
| 5.  | Дубінін Денис Вікторович (рос. Дубинин Денис Викторович)            | капітан          | 05.04.1988      | 19.04.2022  | Сєвєродонецьк      |
| 6.  | Сафонов Сергій Володимирович (рос. Сафонов Сергей Владимирович)     | єфрейтор         | 11.12.1995      | 11.05.2022  | Золоте             |
| 7.  | Сковородін Григорій Геннадійович (рос. Сковородин Григорий)         | молодший сержант | 09.03.1994      | 21.05.2022  |                    |
| 8.  | Іванов Кирило Миколайович (рос. Иванов Кирилл Николаевич)           | єфрейтор         | 07.07.1996      | 10.06.2022  |                    |
| 9.  | Іргит Чингіс Екер-оолович (рос. Иргит Чингис Экер-оолович)          | сержант          | 19.06.1995      | 12.06.2022  | Кадіївка           |
| 10. | Арсланбеков Ільнур Ельдарович (рос. Арсланбеков Ильнур Ильдарович)  | рядовий          | 27.02.2002      | 24.10.2022  | Херсонська область |
| 11. | Павлов Дмитро В'ячеславович (рос. Павлов Дмитрий Вячеславович)      | рядовий          | 10.02.2001      | 26.10.2022  | Брускинське        |
| 12. | Машаровський Андрій Вікторович (рос. Машаровский Андрей Викторович) |                  | 20.09.1986      | 05.03.2023  | Бахмут             |
| 13. | Задорожний Ігор Валерійович (рос. Задорожний Игорь Валерьевич)      |                  | 24.03.2001      | 07.06.2023  |                    |
| 14. | Раєвський Станіслав Сергійович (рос. Раевский Станислав Сергеевич)  |                  | 24.05.1981      | 13.07.2023  | Кодема             |
| 15. | Прихманов Серик Сабітович (рос. Примханов Серик Сабитович)          | майор            | 29.09.1987      | 06.09.2023  |                    |